# 戀孕婦癖

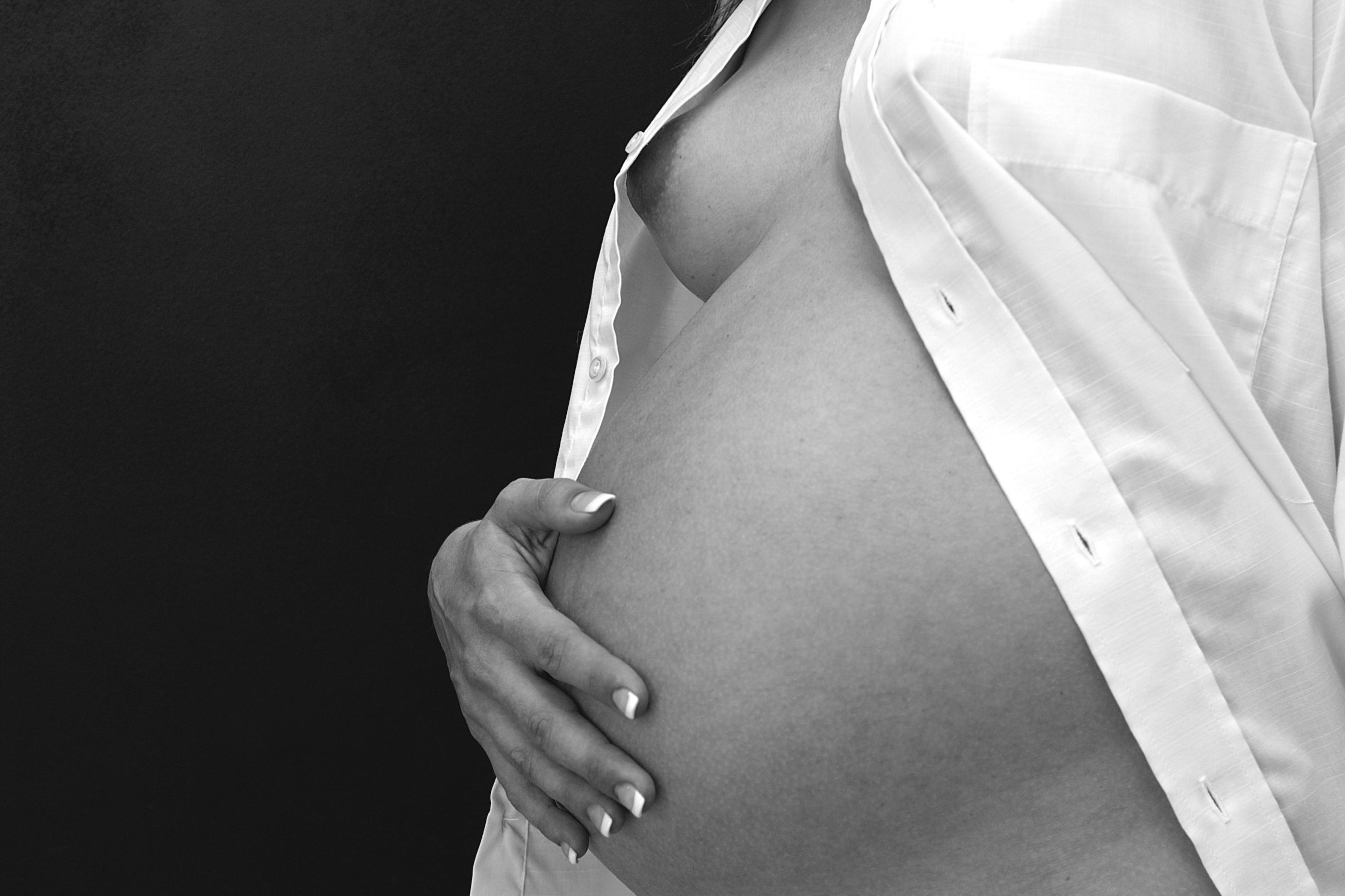
孕婦可以引起戀孕婦癖者的性慾。

戀孕婦癖（英語：Pregnancy fetishism）)是一種戀物癖形式，是指個人或文化將懷孕視為一種色情現象。這包括認為女性懷孕及懷孕的各種階段（例如受精、出現懷孕徵兆、分娩、哺乳）是具性吸引力的。
在戀孕婦癖者中並沒有一項特定的共通特徵，有些人可能會幻想自己處於與孕婦相同的處境，例如：懷孕、生產，或是在行動坐臥上模擬孕婦的舉止，在懷孕期間的身心變化也可能成為心理模擬的對象。在這些行為中可以包含性行為與裸露，但並不是必要條件。而在某些情況下，性刺激的喚起也不一定需要實際懷孕，透過暴飲暴食引起的肥胖，甚至是用鼓大腹部來模擬懷孕也能產生性刺激。

## 大眾文化

### 雜誌
1991年，懷有身孕的黛咪·摩爾以全裸姿態登上《浮華世界》雜誌的封面，由名人將懷孕塑造為一種迷人的生活狀態，而這也為攝影師、時尚造型師創造出一塊「懷孕造型」的新市場，亦為後來藝人如美國流行歌手布蘭妮·斯皮爾斯、著名模特兒仙迪·歌羅馥、演員波姬·小絲、丁寧、等等的仿傚對象，紛紛在懷孕時拍下性感孕照。

### 電視節目
- 《左右做人難》第四季第19集《未來的馬爾柯姆》（Future Malcolm）中，主角的父親夏爾因為妻子懷孕的身體而誘發了戀孕婦癖，並試圖將她增胖[7]，這是個戀豐腴與戀孕婦癖的混合例子。
- 在《怪醫豪斯》第一季第16集《形形色色的沉重》裡，一位病人的丈夫認為「妻子懷孕的體態最性感」，並因此找上格瑞利·豪斯醫生[8]。這被認為是混合了戀孕婦癖和戀豐腴的一個例子。
- 在《男人兩個半》第四季第7集《Repeated Blows to His Unformed Head》裡，故事主角查理的女僕波塔懷孕了，而查理的弟弟艾倫在波塔身上展現了他的戀孕婦癖。[9]
- 在《愛非偶然（英语：Accidentally on Purpose (TV series)）》第7集《教父》（The Godfather）中，懷孕的主角Billie必須和一位被認為由戀孕婦癖的同事Sullivan "Sully" Boyd一起工作。[10]
- 《前夫總動員》第二季第6集《Shall We Dance》裡有部份台詞提到了戀孕婦癖。[11]
- 《無恥之徒》第六季第8集《Be a Good Boy. Come For Grandma》中，賴瑞在嬰兒用品店裡遇見懷孕了七個月的黛比，賴瑞被发现有着其他怀孕的女朋友后，最终向黛比承认他有戀孕婦癖。[12]

## 受精
受精幻想的特徵在於幻想未有避孕措施的陰道性交，並透過想像它的風險而得到性興奮或性滿足。受精幻想經常出現在角色扮演或色情文學中。

## 外部連結
- Pregnancy Sex Positions: ideas for comfortable sex positions during pregnancy. （页面存档备份，存于）